# Charles Stross
Charles David George Stross (Leeds, 1964. október 18. –) angol sci-fi, lovecrafti horror és fantasy író, újságíró és blogger. A kortárs brit sci-fi egyik legjelentősebb alakja, ki leginkább hard science fictionre, űroperára és posztcyberpunk regényekre specializálódott.

## Pályája
Charles Stross 1964. október 18-án született Leedsben. Pályája nagyon sokszínű; tevékenykedett már újságíróként, programozóként, gyógyszerészként és ismeretterjesztő könyveket is írt. A magazinokba publikált cikkei ma már az interneten is olvashatók. Újságírói pályáját egy ideje pihenteti, hogy több ideje legyen regényeket írni.
Prózájára nagy hatást gyakoroltak a cyberpunk mozgalom kimagasló alakjai, illetve a popkulturális jelenségek. Az 1970-es, 80-as években a White Dwarf magazinba írt cikkeket az Advanced Dungeons & Dragons című szerepjátékról. Néhány teremtménye, mint például a death knight, a githyanki, a githzerai és a slaad bekerültek a Fiend Folio című kiegészítőbe. Első publikált novellája („The Boys”) 1987-ben jelent meg az Interzone magazinban.
Stross írói karrierje biztatóan indult. Első regényét, a Singularity Sky-t jelölték a Hugóra. A későbbiekben több novellája és kisregénye is jelölve lett rangos díjakra, például a The Concrete Jungle elvitte a Hugót 2005-ben. Leghíresebb – és egyben legmegosztóbb – írását, az összefüggő novellákból felépülő Accelerandót a technológiai szingularitás szellemében írta meg. A novellából regénnyé bővített könyvet jelölték többek közt a John W. Campbell-, Arthur C. Clarke-, BSFA- és a Hugo-díjakra, a Locust pedig meg is nyerte. A szintén 2006-ban megjelent Glasshouse a Prometheus-díjat vitte el, de jelölték néhány továbbira is.
Charles Stross regényei sokszínűek. Három nagyobb sorozata is ismert, amelyek közül a legfelkapottabb az ún. Laundry-akták, amelyben lovecraft-i elemek lelhetőek fel. A sorozat visszatérő főszereplője Bob Howard, az okkult rendszergazda. A nyitókötetben, a The Atrocity Archievesban Howard első titkosügynöki kalandját meséli el nekünk Stross, aki párhuzamos univerzumbéli nácik és ősi istenek ellen veszi fel a harcot. Írt már ifjúsági sci-fit is, űroperát, de a párhuzamos világok, a transzhumanizmus, a hard sci-fi, az időutazás és a poszt-cyberpunk egyaránt megtalálható a repertoárjában. Természetesen ezek ötvözetei is gyakoriak nála.
A nemzetközi sci-fi közéletből is kiveszi a részét. Több rendezvényen is megjelenik személyesen, aktívan blogol és kommunikál rajongóival. Alistair Reynolds, Richard K. Morgan és Ken MacLeod mellett őt tartják a kortárs brit sci-fi legzseniálisabb (és talán legbohókásabb) alakjának. Barátságot ápol Hannu Rajaniemivel és Cory Doctorow-val is. Utóbbival 2012-ben megjelentettek egy közös regényt is, The Rapture of the Nerds címmel. Az A kósza farm című novellájából animációs filmet készítettek 2004-ben. Magyarországon eddig csak az Accelerando, a Pokoli archívum és néhány novellája jelent meg.

## Bibliográfia

### Önálló regények
- Scratch Monkey (1993)
- Accelerando (2005)
- Glasshouse (2006)
- Palimpsest (2011, kisregény)
- The Rapture of the Nerds (2012, Cory Doctorow-val közösen)

### Eschaton-sorozat
- Singularity Sky (2003)
- Iron Sunrise (2004)

### The Laundry Files
- The Atrocity Archives (2004)
- The Jennifer Morgue (2006)
- Down on the Farm (2008, kisregény)
- Overtime (2009, kisregény)
- The Fuller Memorandum (2010)
- The Apocalypse Codex (2012)
- Equoid (2013, kisregény)
- The Rhesus Chart (munkacím)

### Merchant Princes-sorozat
- The Family Trade (2004)
- The Hidden Family (2005)
- The Clan Corporate (2006)
- The Merchants' War (2007)
- The Revolution Business (2009)
- The Trade of Queens (2010)

### Halting State-sorozat
- Halting State (2007)
- Rule 34 (2011)

### Saturn's Children-sorozat
- Saturn's Children (2008)
- Bit Rot (novella)
- Neptune's Brood (2013)

### Omnibusz kiadások
- Timelike Diplomacy (2004, benne a Singularity Sky és az Iron Sunrise)
- On Her Majesty's Occult Service (2007, benne a The Atrocity Archives és a The Jennifer Morgue)

### Gyűjteményes kötetek
- Toast: And Other Rusted Futures (2002)
  - “Toast: A Con Report” (Interzone, 1998)
  - “Extracts from the Club Diary” (Odyssey 3, 1998)
  - “Ship of Fools” (Interzone 98, (1995)
  - “Dechlorinating the Moderator” (Interzone 101, 1996)
  - “Yellow Snow” (Interzone 37, 1990)
  - “Lobsters” (Asimov’s SF Magazine, 2001)
  - “Antibodies” (Interzone 157, 2000)
  - “Bear Trap” (Spectrum SF 1, 2000)
  - “A Colder War” (Spectrum SF 3, 2000)
- Wireless: The Essential Charles Stross (2009)
  - “A kósza farm” (2003)
  - “Unwirer” , közösen vele: Cory Doctorow (ReVisions, 2004)
  - “MAXOS”
  - “Missile Gap” (2005)
  - “Snowball's Chance” (2005)
  - “Trunk and Disorderly” (Asimov's Science Fiction, 2007)
  - “Down on the Farm” (Tor.com, 2008)
  - “Palimpsest”; 2010

### Egyéb novellák
- Halo (2002)
- Remade (2005)
- Missile Gap (2007)
- Minutes of the Labour Party Conference 2016 (2007)

### Ismeretterjesztő irodalom
- The Web Architect's Handbook (1996)

## Magyarul megjelent művei
- Accelerando; ford: Hidy Mátyás; Ad Astra, Bp., 2014
- Mosoda-akták (egy kötetben a Pokoli archívum és a Betontehén-akció című kisregények); előszó Ken MacLeod, ford. J. Magyar Nelly; Ad Astra, Bp., 2015
- A kósza farm (Rogue Farm, novella, 2008, Galaktika 219)
- Átdolgozva (Remade, novella, 2007, MetaGalaktika 9.5, ford: Cuth Emese)